# Lesbos
Lesbos (greacă Lesvos (Λέσβος), turcă Midilli Adası) este o insulă greacă din Marea Egee. Face parte din Prefectura Lesbos și este cea de a treia insulă grecească ca mărime și a șaptea insulă ca mărime din Marea Mediterană. Are o suprafață de 1.630 km² și o coastă de 320 km. Are o populație de aproximativ 90.000 locuitori, o treime dintre aceștia locuind în capitala sa, orașul Mytilene, aflat în partea sudică a insulei. Restul populației este distribuită în numeroasele sate și orașe mici aflate pe insulă. Cele mai importante orașe sunt: Kalloni, Plomari, Ayassos, Eresos și Molyvos.
Locuitorii insulei se numesc lesbieni. Termenul lesbian în cultura modernă provine din epoca victoriană din interpretarea poemelor poetei antice Sappho născută în Eresos, pe insula Lesbos.